# Hans Driesch
Hans Adolf Eduard Driesch, född 28 oktober 1867, död 16 april 1941, var en tysk biolog och filosof.
Driesch har som zoolog utgett flera arbeten i experimentell morfologi, där såväl ägg som larver och fullvuxna djur utvecklingsfysiologiskt behandlats. Genom dessa och genom skrifter som Analytische Theorie der organischen Entwicklung (1894) och Organische Regulationen (1901), blev Driech under 15 år en av de ledande forskarna inom determinations- och regenerationslärans områden. Driesch författade även Die Biologie als selbständige Wissenschaft (1893) och Von der Methode der Morphologie, där han kritiserade såväl darwinismen som den äldre biologiska vetenskapen. Driesch spekulationer kring livets uppkomst förde honom över till filosofin, och 1909 tog officiellt steget då han tillträdde en tjänst som docent i naturfilosofi vid Heidelbergs universitet. 1918 blev han honorarprofessor i filosofi där och 1919 tillträdde han en tjänst som ordinarie professor i filosofi i Köln, en tjänst han innehade till 1921 då han tillträdde en likalydande tjänst vid universitetet i Leipzig. Bland Drieschs skrifter märks Der Vitalismus als Geschichte und als Lehre (1905), Philosophie des Organischen (1909, 4:e upplagan 1928), Ordnungslehre (1912, 2:a upplagan 1923), Wirklichkeitslehre (1917). I sin Grundprobleme der Psychologie, ihre Krisis in der Gegenwart (1926) framhäver han i motsats till psykologins naturvetenskapliga metoder, framhöll helheten och "meningen" och även intresserade sig för parapsykologiska fenomen.